# Керноприймач

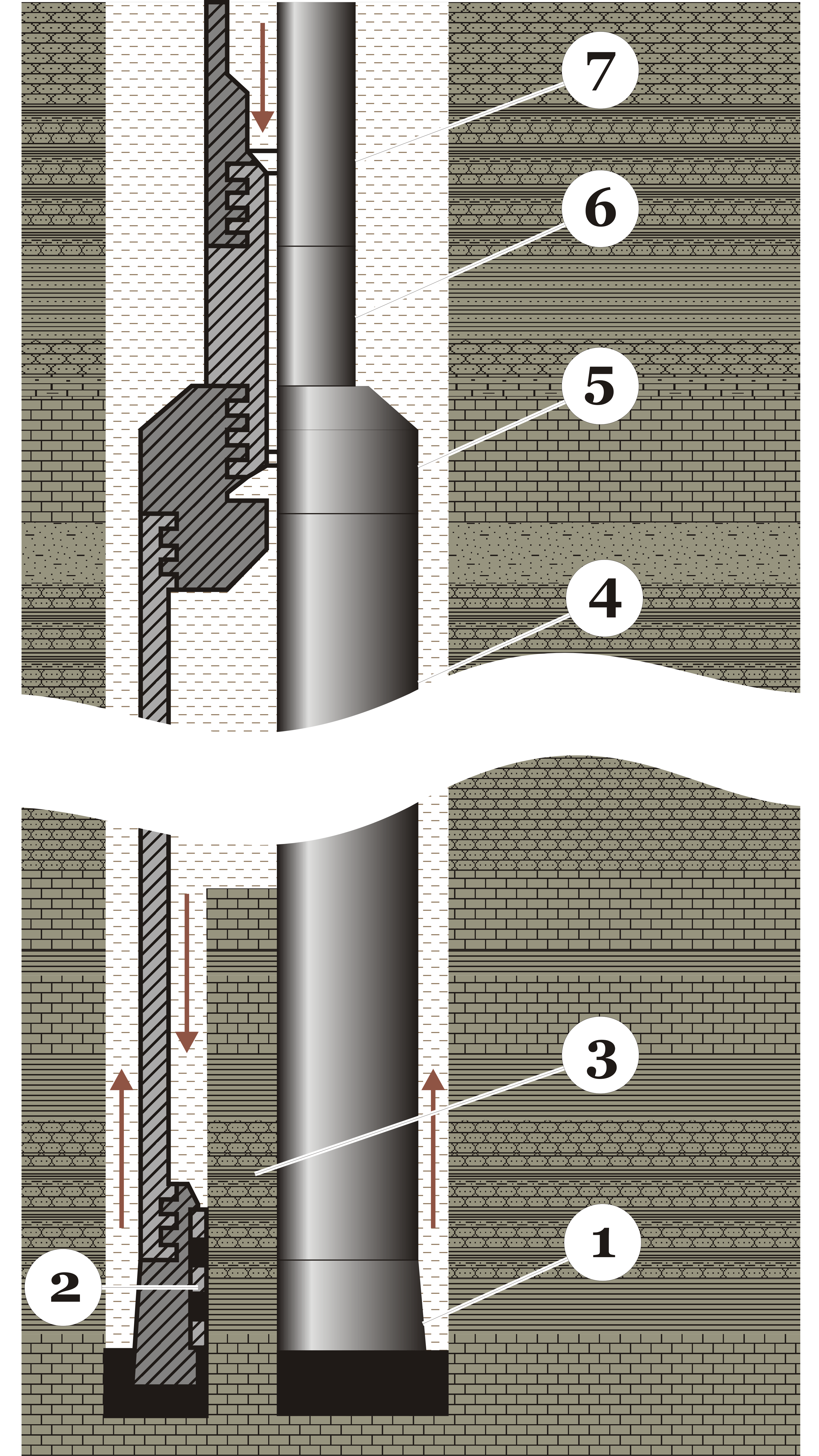
Колонкове буріння (буріння із збереженням колонки породи (керна)) з прямою промивкою: 1 — коронка; 2 — кернорвач; 3 — стовпчик керну; 4 — колонкова труба; 5 — перехідник; 6 — муфта; 7 — бурова труба; стрілками показано рух бурового розчину

Керноприймач (рос. керноприемник; англ. core receiver; нім. Kernfänger m, Kernfangrohr n) — пристрій для приймання і витягування керна на поверхню; розміщується всередині керновідбірного снаряда.
Керноприймач призначений для прийому керна, зберігання його під час буріння та при підйомах на денну поверхню. Для виконання цих функцій у нижній частині керноприймача встановлюють керновідривачі і кернотримачі, а вверху ‒ клапан, який пропускає через себе витискувану промивальну рідину при заповненні керноприймача керном.